# Vespolate
Vespolate is een gemeente in de Italiaanse provincie Novara (regio Piëmont) en telt 2054 inwoners (31-12-2004). De oppervlakte bedraagt 17,8 km², de bevolkingsdichtheid is 115 inwoners per km².

## Demografie
Vespolate telt ongeveer 849 huishoudens. Het aantal inwoners daalde in de periode 1991-2001 met 1,5% volgens cijfers uit de tienjaarlijkse volkstellingen van ISTAT.
| Jaar | Inwoneraantal |
| ---- | ------------- |
| 1991 | 2108          |
| 2001 | 2076          |

## Geografie
Vespolate grenst aan de volgende gemeenten: Borgolavezzaro, Confienza (PV), Granozzo con Monticello, Nibbiola, Robbio (PV), Terdobbiate, Tornaco.

## Externe link

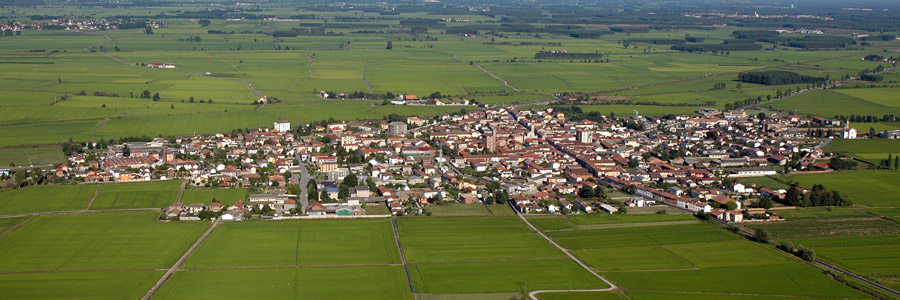
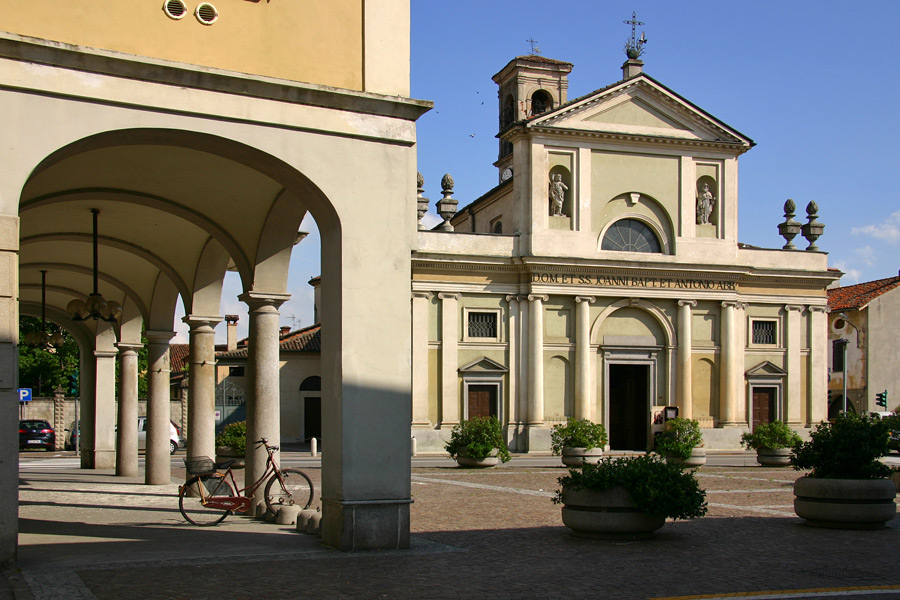
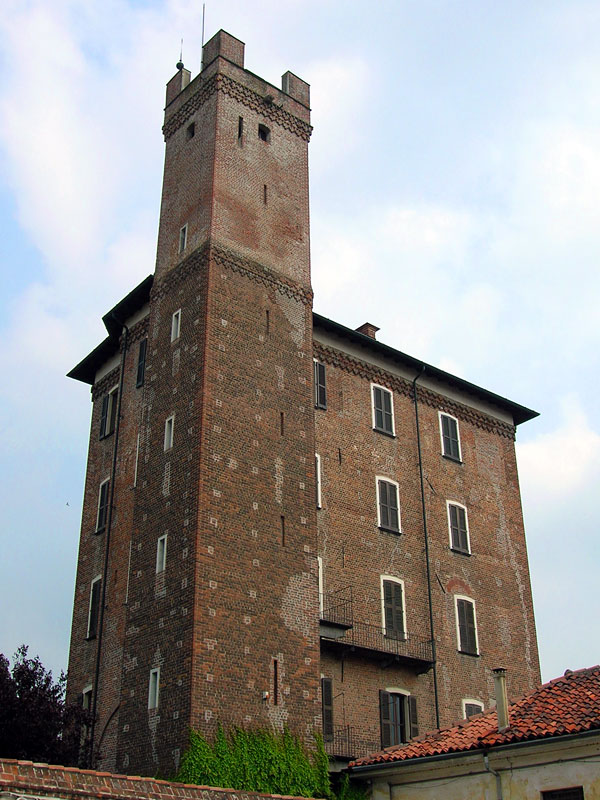
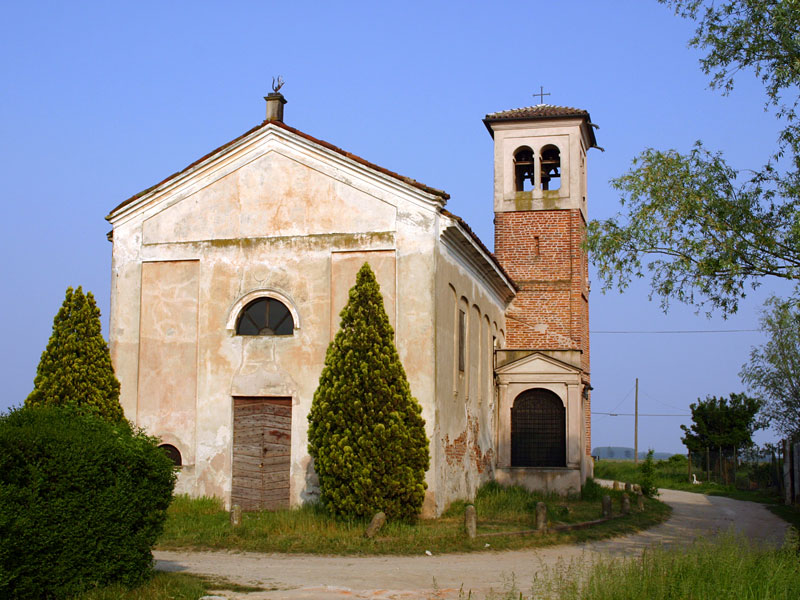
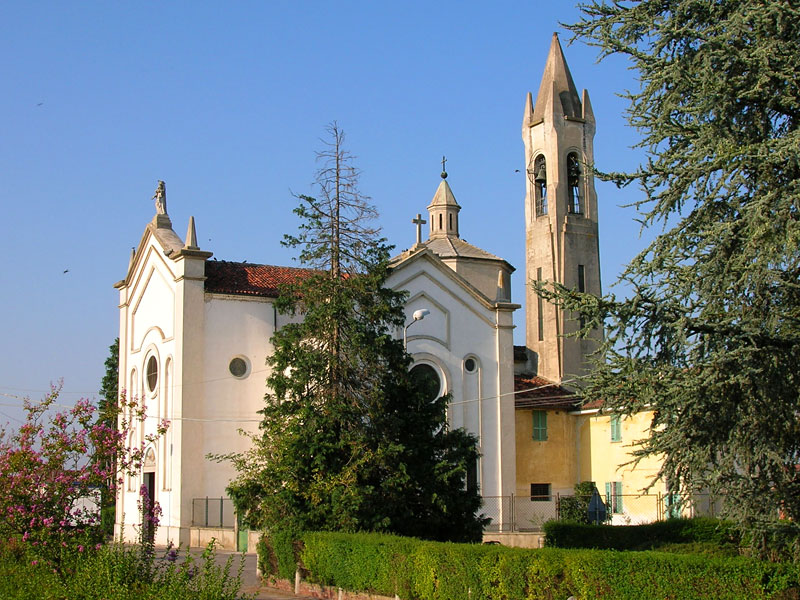
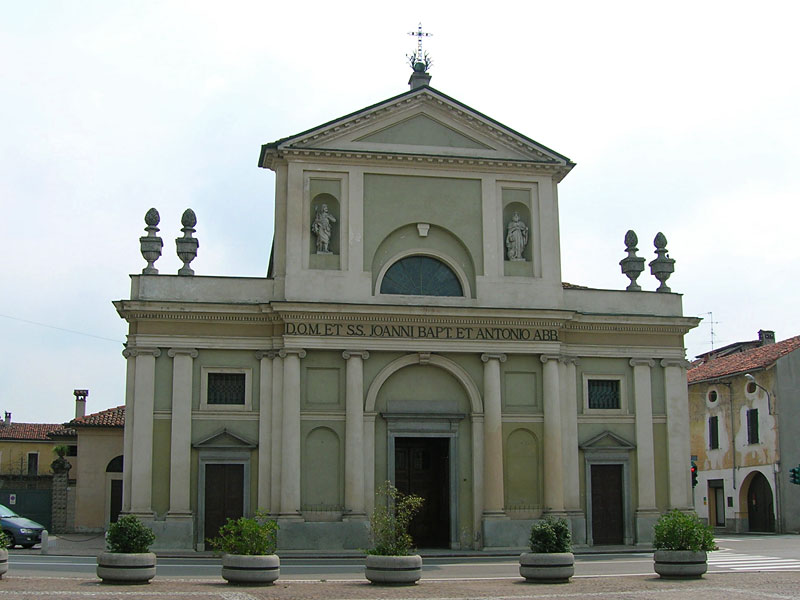
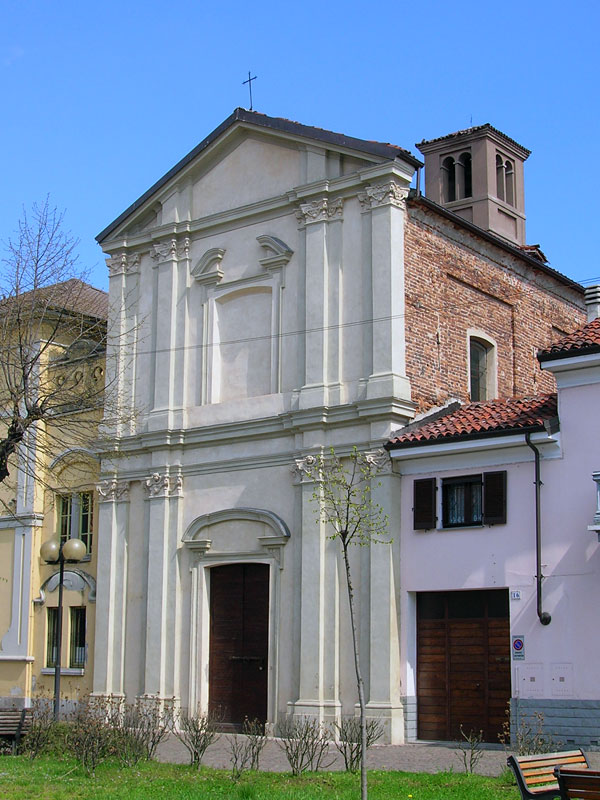
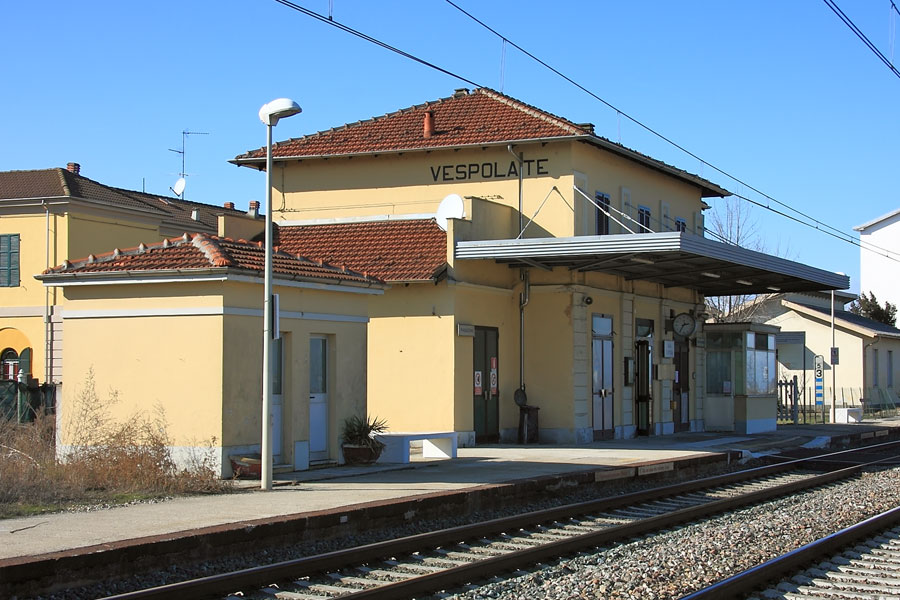